# آخرین قطار از مادرید
آخرین قطار از مادرید (انگلیسی: The Last Train from Madrid) فیلمی آمریکایی در سبک درام به کارگردانی جیمز پی. هوگان است که در سال ۱۹۳۷ منتشر شد.

## بازیگران
- الن لاد
- آنتونی کوئین
- چارلز میدلتون
- دوروتی لامور
- اولین برنت
- گیلبرت رولان
- هلن مک
- هنری براندون
- کارن مورلی
- لی بومن
- لو آیرس
- لیونل اتویل
- اوتو هافمن
- رابرت کامینگز
- استنلی فیلدز
- کارل هاربا
- رابرت اِمِـت اوکانر
- گوردون دی مین